# 我在你心裡
《我在你心裡》，是一部描寫黃玉新慈濟師姐和林宗龍慈濟師兄的真實人生電視劇，由方文琳 
、游安順 
、米可白 、黃迪揚等演員領銜主演，於2020年6月5日在大愛電視20:00首播。
此劇也是方文琳和游安順兩位演員繼1986年電影《我們的天空》睽違近35年後，再度合作演出主要角色的電視劇。

## 大愛會客室

### 首播
| 片名       | 頻道       | 播映日期     | 播映時間        |
| 大愛會客室 | 大愛海外台 | 2020年6月5日 | 21:00-21:11播出 |
| 大愛會客室 | 大愛電視台 | 2020年6月5日 | 00:19-00:30播出 |
| 大愛會客室 | 大愛海外台 | 2020年6月5日 | 09:49-10:00播出 |

## 播出時間
以下時間以當地時間（台灣時間）為準

### 電視首播
| 頻道                            | 所在地               | 播映日期                   | 播映時間                  |
| 大愛電視台 （數位頻道同步播出） | 台灣                 | 2020年6月5日－2020年7月2日 | 20:00-20:48播出（無廣告） |
| 大愛海外台                      | 與大愛電視台同步播出 | 2020年6月5日－2020年7月2日 | 20:00-21:00播出（含廣告） |

### 網路首播
| 頻道                 | 備註                 | 播映日期                   | 播映時間                  |
| Yahoo! TV            | 與大愛電視台同步播出 | 2020年6月5日－2020年7月2日 | 20:00-20:48播出（無廣告） |
| YouTube 大愛網路劇場 | 與大愛電視台同步播出 | 2020年6月5日－2020年7月2日 | 20:00-20:48播出（無廣告） |

## 演員列表

### 主要演員
| 演員   | 角色           | 介紹 | 登場集數      |
| 方文琳 | 黃玉新（後期） | 本劇女主角，家中長女，負責任性格，分擔家計到台北學裁縫，擅長烹飪，年輕時追求者眾多，婚後盡心持家，對自己女兒怡伶課業成績未達她的標準造成親子關係緊張而煩惱。 | 第1集－第20集 |
| 米可白 | 黃玉新（前期） | 本劇女主角，家中長女，負責任性格，分擔家計到台北學裁縫，擅長烹飪，年輕時追求者眾多，婚後盡心持家，對自己女兒怡伶課業成績未達她的標準造成親子關係緊張而煩惱。 | 第1集－第20集 |
| 游安順 | 林宗龍（後期） | 本劇男主角，理科男，不善言辭，脾氣溫和儒雅，且細膩的體貼與關心，生活重心在於工作，升課長職位後常常要與客戶長官應酬打牌，平時休閒娛樂也是打麻將。             | 第1集－第20集 |
| 黃迪揚 | 林宗龍（前期） | 本劇男主角，理科男，不善言辭，脾氣溫和儒雅，且細膩的體貼與關心，生活重心在於工作，升課長職位後常常要與客戶長官應酬打牌，平時休閒娛樂也是打麻將。             | 第1集－第20集 |

### 次要演員
| 演員   | 角色           | 介紹 | 登場集數     |
| 梁佑南 | 黃滿足（後期） | 黃玉新妹妹，明德妻子，與明德結婚後搬往台北工作生活，是為職業的家庭主婦，在朋友的介紹下接觸大家樂。         | 第1集－第2集 |
| 李雪   | 黃滿足（前期） | 黃玉新妹妹，明德妻子，與明德結婚後搬往台北工作生活，是為職業的家庭主婦，在朋友的介紹下接觸大家樂。         | 第1集        |
| 蕭正偉 | 明德（後期）   | 黃滿足丈夫，退伍後與滿足結婚並搬往台北工作生活，事業發展不錯成為小包商，業務從泥水擴及到裝潢。             | 第1集－第2集 |
| 吳沂庭 | 明德（前期）   | 黃滿足丈夫，退伍後與滿足結婚並搬往台北工作生活，事業發展不錯成為小包商，業務從泥水擴及到裝潢。             | 第1集        |
| 楊宗樺 | 黃父           | 得知自己女兒玉新在台北交男友的事，黃父一氣之下，什麼都沒問就反對。並且阻擋玉新北上工作，父女倆陷入冷戰。   | 第1集        |
| 劉香君 | 黃母           | 知道自己女兒認定要與宗龍交往下去，心疼玉新情況下，想到等秋收村裡大拜拜時安排宗龍與自己丈夫見面認識的機會。 | 第1集        |
| 王滿嬌 | 王撿           | 黃玉新與黃滿足的阿媽。                                                                                     | 第1集        |
| 方琦   | 林怡伶         | 黃玉新與林宗龍的女兒。                                                                                     | 第集         |
| 王湘瑩 | 春蘭           | 黃玉新的姑姑，黃玉新和林宗龍的媒人。                                                                       | 第集         |
| 廖慧珍 | 麗卿           | 。 | 第集         |
| 馬維欣 | 寶珠           | 慈濟師姐                                                                                                   | 第集         |
| 洪綺陽 | 美淑           | 。 | 第集         |
| 林雅雰 | 阿美           | 黃玉新的室友，得知玉新因為與宗龍交往一事而被黃父母阻止到台北工作而出面勸說。                               | 第集         |
| 劉品妤 | 月雲           | 。 | 第集         |
| 張柏謙 | 麗森           | 。 | 第集         |
| 金寶三 | 三叔           | 。 | 第集         |
| 何曼寧 | 慧如           | 黃玉新好朋友，介紹玉新參加「金蘭會」的聚會，想讓這類型社交場合活動，讓玉新體驗生活重心不該只著重於家庭上。 | 第集         |
| 蕭弘展 | 堂弟           | 。 | 第集         |
| 郭柏傑 | 威志           | 。 | 第集         |
| 洪義   | 正宇           | 。 | 第集         |
| 陳羽翔 | 永昌           | 。 | 第集         |
| 黃昕羽 | 老師           | 。 | 第集         |
| 赫容   | 姑姑           | 。 | 第集         |

### 其他演員
| 演員   | 角色   | 介紹           | 登場集數 |
| 楊家芸 | 小玉新 | 黃玉新小時候。 | 第集     |
| 吳采庭 | 小滿足 | 黃滿足小時候。 | 第集     |
| 吳善河 | 小勇昌 | 。             | 第集     |
| 陳亮彤 | 小怡伶 | 。             | 第集     |
| 張恩瑋 | 小威志 | 。             | 第集     |
| 楊岷漴 | 小宏緯 | 。             | 第集     |
| 張柏晟 | 小健豪 | 。             | 第集     |

### 客串演員
| 演員   | 角色 | 介紹 | 登場集數 |
| 林乃華 | 林母 | 。   | 第集     |
| 白雲   | 組頭 | 。   | 第集     |
| 馬國畢 | 堂哥 | 。   | 第集     |

## 電視劇歌曲
| 曲別     | 歌名     | 演唱者 | 作詞   | 作曲   | 編曲   | 製作人 | 合聲 |
| 片頭尾曲 | 有你真好 | 方文琳 | 陳宗緯 | 陳宗緯 | 陳宗緯 | [[]]   | [[]] |

## 大愛會客室名單
| 集數  | 日期         | 來賓           | 主持人 |
| 第1集 | 2020年6月6日 | 林博生、米可白 | 譚艾珍 |
| 第2集 | 2020年6月6日 | 米可白、黃迪揚 | 譚艾珍 |

## 工作人員列表

### 製作團隊
- 監　製：王端正、葉樹姍、顧文珊
- 戲劇顧問：龐宜安
- 總策劃：黃崇家
- 製作人：陳南宏、邵弘毅
- 編  審：曾橞箐
- 企劃統籌：董碧玲
- 企  宣：黃玟瑜、詹智凱、翁詩閔
- 顧　問：黃玉新、黃滿足
- 編　劇：梁明智、黃金鶯、張逸寧、簡肇萱、許世輝
- 導　演：林博生

## 外部連結
- 我在你心裡 官方網站 （页面存档备份，存于）－大愛劇場
- 大愛劇場的Facebook專頁
- 《我在你心裡 （页面存档备份，存于）》-YAHOO! TV （页面存档备份，存于） 線上看

| 臺灣 大愛電視 每週一至週五 20:00 - 20:48       | 臺灣 大愛電視 每週一至週五 20:00 - 20:48  | 臺灣 大愛電視 每週一至週五 20:00 - 20:48 |
| ---------------------------------------------- | ----------------------------------------- | ---------------------------------------- |
|                                                | 我在你心裡 （2020年6月5日－2020年7月2日） |                                          |
| 我家的美好時光 （2020年4月24日－2020年6月4日） | 歲歲年年 （2020年7月3日－2020年8月13日）  |                                          |